# Loose Nut
Loose Nut è il quinto album in studio della band hardcore punk Black Flag, pubblicato nel 1985 dalla SST Records.

## Tracce
1. Loose Nut – 4:35 (Greg Ginn)
2. Bastard in Love – 3:20 (Ginn)
3. Annihilate this Week – 4:44 (Ginn)
4. Best One Yet – 2:37 (Kira Roessler, Henry Rollins)
5. Modern Man – 3:11 (Danky, Chuck Dukowski)
6. This is Good – 3:34 (Ginn, Rollins)
7. I'm the One – 3:15 (Roessler, Rollins)
8. Sinking – 4:36 (Ginn, Rollins)
9. Now She's Black – 4:51 (Bill Stevenson)

## Formazione
- Henry Rollins - voce
- Greg Ginn - chitarra e voce
- Kira Roessler - basso e voce
- Bill Stevenson - batteria